# Чемпіонат Шотландії з футболу 2017—2018
Чемпіонат Шотландії з футболу 2017-18 у Прем'єршип — футбольне змагання у найвищому дивізіоні чемпіонату Шотландії, що стартував 5 серпня 2017 року та фінішував 13 травня 2018 року. Це 121-ий сезон з моменту заснування турніру. Чемпіонський титул за три тури до закінчення чемпіонату здобув «Селтік».

## Зміни порівняно з попереднім сезоном
| Поз. | Клуб, який вибув до Чемпіоншипу |
| ---- | ------------------------------- |
| 12   | Інвернесс Каледоніан Тісл       |

| Поз. | Клуб, який потрапив до Прем'єршип |
| ---- | --------------------------------- |
| 1    | Гіберніан                         |

## Клуби та стадіони
| Абердин              | Селтік | Данді | Рейнджерс         |
| -------------------- | --- | --- | ----------------- |
| Піттодрі             | Селтік Парк | Денс Парк | Айброкс           |
| Місткість: 20,897    | Місткість: 60,355 | Місткість: 11,506 | Місткість: 50,817 |
|                      | | |                   |
| Гамільтон Академікал | Абердин Рейнджерс Данді Гарт Гіберніан Кілмарнок Росс Каунті Сент-Джонстон Селтік Гамільтон Академікал Мотервелл Партік Тіслclass=notpageimage\| Місцезнаходження команд-учасниць Прем'єршип 2017–18 | Абердин Рейнджерс Данді Гарт Гіберніан Кілмарнок Росс Каунті Сент-Джонстон Селтік Гамільтон Академікал Мотервелл Партік Тіслclass=notpageimage\| Місцезнаходження команд-учасниць Прем'єршип 2017–18 | Гарт оф Мідлотіан |
| Нью Дуглас Парк      | Абердин Рейнджерс Данді Гарт Гіберніан Кілмарнок Росс Каунті Сент-Джонстон Селтік Гамільтон Академікал Мотервелл Партік Тіслclass=notpageimage\| Місцезнаходження команд-учасниць Прем'єршип 2017–18 | Абердин Рейнджерс Данді Гарт Гіберніан Кілмарнок Росс Каунті Сент-Джонстон Селтік Гамільтон Академікал Мотервелл Партік Тіслclass=notpageimage\| Місцезнаходження команд-учасниць Прем'єршип 2017–18 | Тайнкасл Парк     |
| Місткість: 6,078     | Абердин Рейнджерс Данді Гарт Гіберніан Кілмарнок Росс Каунті Сент-Джонстон Селтік Гамільтон Академікал Мотервелл Партік Тіслclass=notpageimage\| Місцезнаходження команд-учасниць Прем'єршип 2017–18 | Абердин Рейнджерс Данді Гарт Гіберніан Кілмарнок Росс Каунті Сент-Джонстон Селтік Гамільтон Академікал Мотервелл Партік Тіслclass=notpageimage\| Місцезнаходження команд-учасниць Прем'єршип 2017–18 | Місткість: 17,529 |
|                      | Абердин Рейнджерс Данді Гарт Гіберніан Кілмарнок Росс Каунті Сент-Джонстон Селтік Гамільтон Академікал Мотервелл Партік Тіслclass=notpageimage\| Місцезнаходження команд-учасниць Прем'єршип 2017–18 | Абердин Рейнджерс Данді Гарт Гіберніан Кілмарнок Росс Каунті Сент-Джонстон Селтік Гамільтон Академікал Мотервелл Партік Тіслclass=notpageimage\| Місцезнаходження команд-учасниць Прем'єршип 2017–18 |                   |
| Гіберніан            | Абердин Рейнджерс Данді Гарт Гіберніан Кілмарнок Росс Каунті Сент-Джонстон Селтік Гамільтон Академікал Мотервелл Партік Тіслclass=notpageimage\| Місцезнаходження команд-учасниць Прем'єршип 2017–18 | Абердин Рейнджерс Данді Гарт Гіберніан Кілмарнок Росс Каунті Сент-Джонстон Селтік Гамільтон Академікал Мотервелл Партік Тіслclass=notpageimage\| Місцезнаходження команд-учасниць Прем'єршип 2017–18 | Кілмарнок         |
| Істер Роуд           | Абердин Рейнджерс Данді Гарт Гіберніан Кілмарнок Росс Каунті Сент-Джонстон Селтік Гамільтон Академікал Мотервелл Партік Тіслclass=notpageimage\| Місцезнаходження команд-учасниць Прем'єршип 2017–18 | Абердин Рейнджерс Данді Гарт Гіберніан Кілмарнок Росс Каунті Сент-Джонстон Селтік Гамільтон Академікал Мотервелл Партік Тіслclass=notpageimage\| Місцезнаходження команд-учасниць Прем'єршип 2017–18 | Реґбі Парк        |
| Місткість: 20,421    | Абердин Рейнджерс Данді Гарт Гіберніан Кілмарнок Росс Каунті Сент-Джонстон Селтік Гамільтон Академікал Мотервелл Партік Тіслclass=notpageimage\| Місцезнаходження команд-учасниць Прем'єршип 2017–18 | Абердин Рейнджерс Данді Гарт Гіберніан Кілмарнок Росс Каунті Сент-Джонстон Селтік Гамільтон Академікал Мотервелл Партік Тіслclass=notpageimage\| Місцезнаходження команд-учасниць Прем'єршип 2017–18 | Місткість: 18,128 |
|                      | Абердин Рейнджерс Данді Гарт Гіберніан Кілмарнок Росс Каунті Сент-Джонстон Селтік Гамільтон Академікал Мотервелл Партік Тіслclass=notpageimage\| Місцезнаходження команд-учасниць Прем'єршип 2017–18 | Абердин Рейнджерс Данді Гарт Гіберніан Кілмарнок Росс Каунті Сент-Джонстон Селтік Гамільтон Академікал Мотервелл Партік Тіслclass=notpageimage\| Місцезнаходження команд-учасниць Прем'єршип 2017–18 |                   |
| Мотервелл            | Партік Тісл | Росс Каунті | Сент-Джонстон     |
| Фір-Парк, Мотервелл  | Фірхілл | Вікторія Парк | Макдіармід Парк   |
| Місткість: 13,677    | Місткість: 10,102 | Місткість: 6,541 | Місткість: 10,696 |
|                      | | |                   |

## Турнірна таблиця
| Поз | Команда              | І  | В  | Н  | П  | ГЗ | ГП | РГ  | О  | Кваліфікація або пониження                                        |
| --- | -------------------- | -- | -- | -- | -- | -- | -- | --- | -- | ----------------------------------------------------------------- |
| 1   | Селтік (C, Q)        | 38 | 24 | 10 | 4  | 73 | 25 | +48 | 82 | Участь у кваліфікаційному раунді Ліги чемпіонів УЄФА 2018—2019    |
| 2   | Абердин (Q)          | 38 | 22 | 7  | 9  | 56 | 37 | +19 | 73 | Кваліфікація до Ліги Європи УЄФА 2018—2019                        |
| 3   | Рейнджерс (Q)        | 38 | 21 | 7  | 10 | 76 | 50 | +26 | 70 | Кваліфікація до першого раунду Ліги Європи УЄФА 2018—2019         |
| 4   | Гіберніан            | 38 | 18 | 13 | 7  | 62 | 46 | +16 | 67 | Можлива кваліфікація до першого раунду Ліги Європи УЄФА 2018—2019 |
| 5   | Кілмарнок            | 38 | 16 | 11 | 11 | 49 | 47 | +2  | 59 |                                                                   |
| 6   | Гарт оф Мідлотіан    | 38 | 12 | 13 | 13 | 39 | 39 | 0   | 49 |                                                                   |
|     |                      |    |    |    |    |    |    |     |    |                                                                   |
| 7   | Мотервелл            | 38 | 13 | 9  | 16 | 43 | 49 | −6  | 48 |                                                                   |
| 8   | Сент-Джонстон        | 38 | 12 | 10 | 16 | 42 | 53 | −11 | 46 |                                                                   |
| 9   | Данді                | 38 | 11 | 6  | 21 | 36 | 57 | −21 | 39 |                                                                   |
| 10  | Гамільтон Академікал | 38 | 9  | 6  | 23 | 47 | 68 | −21 | 33 |                                                                   |
| 11  | Партік Тісл (Q)      | 38 | 8  | 9  | 21 | 31 | 61 | −30 | 33 | клуб, що візьме участь у плей-оф                                  |
| 12  | Росс Каунті (R)      | 38 | 6  | 11 | 21 | 40 | 62 | −22 | 29 | клуб, що залишив Прем'єршип                                       |

1. ↑  Команди грають один одного тричі (33 матчі), перед тим, як ліга ділиться на дві групи (по шість команд).
2. 1 2  Якщо Селтік виграє в Кубку Шотландії 2017—2018, то четверта команда може кваліфікуватись до першого раунду. Якщо Селтік робить дубль, то друга команда кваліфікується на другий кваліфікаційний раунд.

## Результати

### Перший раунд
|               | Абр     | Сел     | Дан     | Гам     | Гар     | Гіб     | Кіл     | Мот     | ПТі     | Рей     | РоК     | СеД     |
| Абердин       |         | 0-3 0-2 | 2-1 1-0 | 2-0 3-0 | 0-0     | 4-1     | 1-1 3-1 | 0-2     | 1-0     | 1-2     | 2-1     | 3-0 4-1 |
| Селтік        | 3-0     |         | 1-0 0-0 | 3-1     | 4-1 3-1 | 2-2 1-0 | 1-1     | 5-1     | 2-0     | 0-0     | 4-0 3-0 | 1-1 0-0 |
| Данді         | 0-1     | 0-2     |         | 1-3     | 2-1 1-1 | 1-1 0-1 | 0-0     | 0-1     | 3-0     | 2-1     | 1-2 1-4 | 3-2 0-4 |
| Гамільтон     | 2-2     | 1-4 1-2 | 3-0 1-2 |         | 1-2 0-3 | 1-1     | 1-2     | 1-2 2-0 | 0-0 2-1 | 1-4 3-5 | 3-2     | 0-1     |
| Гарт          | 0-0 2-0 | 4-0     | 2-0     | 1-1     |         | 0-0     | 1-2 1-1 | 1-0 1-1 | 1-1 3-0 | 1-3     | 0-0     | 1-0     |
| Гіберніан     | 0-1 2-0 | 2-2     | 2-1     | 1-3 3-1 | 1-0 2-0 |         | 1-1     | 2-2 2-1 | 3-1 2-0 | 1-2     | 2-1     | 1-2     |
| Кілмарнок     | 1-3     | 0-2 1-0 | 1-1 3-2 | 2-2 2-0 | 0-1     | 0-3 2-2 |         | 1-0     | 5-1     | 2-1     | 0-2 3-2 | 1-2 2-0 |
| Мотервелл     | 0-1 0-2 | 1-1 0-0 | 1-1     | 1-3     | 2-1     | 0-1     | 2-0 0-1 |         | 3-0 1-1 | 1-2 2-2 | 2-0     | 2-0     |
| Партік Тісл   | 3-4 0-0 | 0-1 1-2 | 2-1 1-2 | 1-0     | 1-1     | 0-1     | 0-2 0-1 | 3-2     |         | 2-2 0-2 | 2-0     | 1-0     |
| Рейнджерс     | 3-0 2-0 | 0-2 2-3 | 4-1 4-0 | 0-2     | 0-0 2-0 | 2-3 1-2 | 1-1 0-1 | 2-0     | 3-0     |         | 2-1     | 1-3     |
| Росс Каунті   | 1-2 2-4 | 0-1     | 0-2     | 2-1 2-2 | 1-2 1-1 | 0-1 1-1 | 2-2     | 3-2     | 1-1 4-0 | 1-3 1-2 |         | 1-1     |
| Сент-Джонстон | 0-3     | 0-4     | 0-2     | 2-1 1-0 | 0-0     | 1-1     | 1-2     | 4-1 0-0 | 1-0 1-3 | 0-3 1-4 | 0-0 2-0 |         |

### Другий раунд
|           | Абр  | Сел  | Гар  | Гіб  | Кіл  | Рей  |
| --------- | ---- | ---- | ---- | ---- | ---- | ---- |
| Абердин   | –––– | -    | 2-0  | 0-0  | -    | 1-1  |
| Селтік    | 0-1  | –––– | -    | -    | 0-0  | 5-0  |
| Гарт      | -    | 1-3  | –––– | 2-1  | -    | -    |
| Гіберніан | -    | 2-1  | -    | –––– | 5-3  | 5-5  |
| Кілмарнок | 0-2  | -    | 1-0  | -    | –––– | -    |
| Рейнджерс | -    | -    | 2-1  | -    | 1-0  | –––– |

|               | Дан  | Гам  | Мот  | ПТі  | РоК  | СеД  |
| ------------- | ---- | ---- | ---- | ---- | ---- | ---- |
| Данді         | –––– | 1-0  | -    | 0-1  | -    | 2-1  |
| Гамільтон     | -    | –––– | -    | -    | 2-0  | 1-2  |
| Мотервелл     | 2-1  | 3-0  | –––– | -    | -    | 1-5  |
| Партік Тісл   | -    | 2-1  | 0-1  | –––– | 1-1  | -    |
| Росс Каунті   | 0-1  | -    | 0-0  | -    | –––– | -    |
| Сент-Джонстон | -    | -    | -    | 1-1  | 1-1  | –––– |

## Статистика

### Бомбардири
| # | Гравець          | Клуб      | Голи |
| - | ---------------- | --------- | ---- |
| 1 | Кріс Бойд        | Кілмарнок | 18   |
| 2 | Альфредо Морелос | Рейнджерс | 14   |

### Хет-трики
| Гравець           | Клуб          | Суперник             | Результат | Дата            |
| ----------------- | ------------- | -------------------- | --------- | --------------- |
| Адам Руні         | Абердин       | Сент-Джонстон        | 3–0       | 30 вересня 2017 |
| Одсонн Едуар      | Селтік        | Мотервелл            | 5–1       | 2 грудня 2017   |
| Гарі Макай-Стівен | Абердин       | Гіберніан            | 4–1       | 16 грудня 2017  |
| Джош Віндасс      | Рейнджерс     | Гамільтон Академікал | 5–3       | 18 лютого 2018  |
| Алекс Шалк        | Росс Каунті   | Партік Тісл          | 4–0       | 3 квітня 2018   |
| Флоріан Камбері   | Гіберніан     | Гамільтон Академікал | 3–1       | 3 квітня 2018   |
| Стівен Маклін     | Сент-Джонстон | Мотервелл            | 5–1       | 5 травня 2018   |
| Джеймі Макларен   | Гіберніан     | Рейнджерс            | 5–5       | 13 травня 2018  |

## Плей-оф за право грати в Прем'єршип 2018-19

### Перший раунд
| Команда 1          | Заг. | Команда 2     | 1-й матч | 2-й матч |
| ------------------ | ---- | ------------- | -------- | -------- |
| 1/4 травня 2018    |      |               |          |          |
| Данфермлін Атлетік | 1:2  | Данді Юнайтед | 0:0      | 1:2      |

### Другий раунд
| Команда 1        | Заг. | Команда 2  | 1-й матч | 2-й матч |
| ---------------- | ---- | ---------- | -------- | -------- |
| 7/11 травня 2018 |      |            |          |          |
| Данді Юнайтед    | 3:4  | Лівінгстон | 2:3      | 1:1      |

### Фінал
| Команда 1         | Заг. | Команда 2   | 1-й матч | 2-й матч |
| ----------------- | ---- | ----------- | -------- | -------- |
| 17/20 травня 2018 |      |             |          |          |
| Лівінгстон        | 3:1  | Партік Тісл | 2:1      | 1:0      |